# Arbeitskreis Emanzipation und Partnerschaft
Der Arbeitskreis Emanzipation und Partnerschaft e.V. (AEP) ist ein österreichischer Verein zur Förderung der Frauenrechte. Der AEP ist seit Januar 1974 tätig und zählt damit zu den ältesten autonomen Frauenvereinen der Neuen Frauenbewegung in Österreich. Der Verein konstituierte sich als parteiunabhängiger und konfessionell ungebundener Einrichtung, in dem Frauen und Männer gleichermaßen willkommen sind.

## Geschichte
In Innsbruck entstand 1970 die von Doris Linser initiierte Unterschriftensammlung Aktion 144, die in der Öffentlichkeit für eine Liberalisierung des §144 StGB eintrat. Dieser sah zu diesem Zeitpunkt ein hartes Strafmaß für alle an einem Schwangerschaftsabbruch beteiligten Personen vor. Ziel der Aktion war die Einführung der so genannten Fristenlösung. Im Dezember 1973 ging eine Gruppe von ca. 20 Frauen mit ihren Forderungen an die Öffentlichkeit. Der Vorstand bestand aus acht von den Mitgliedern frei gewählten Frauen.
1974 gründete Doris Linser den Verein unter dem Eindruck der autonomen Frauenbewegung und des Kampfes um die Möglichkeit des Schwangerschaftsabbruchs. Der Zusatz „Partnerschaft“ soll ausdrücken, dass die weibliche Emanzipation in einer Gesellschaft unabdingbar mit der Emanzipation der Männer verbunden ist.
Nachdem die Fristenlösung politisch auf den Weg gebracht wurde, wurde das Spektrum des Arbeitskreises auf weitere frauenspezifische Problemfelder ausgedehnt. Als Medium wurde im Januar 1974 eine feministische Zeitschrift ins Leben gerufen, die AEP-Informationen. Sie wird seitdem kontinuierlich, zuerst monatlich, dann zweimonatlich und später vierteljährlich, herausgegeben.
Im Juli 1975 eröffnete der AEP eine Frauen- und Familienberatungsstelle die täglich von 17 bis 19 Uhr geöffnet war und in der sich Sozialarbeiterinnen, Ärztinnen, Rechtsberaterinnen und Psychologinnen engagierten.
1979 eröffnete die erste und einzige feministische Frauenbibliothek Österreichs. Seit 1981 veranstaltet der AEP gemeinsam mit der Volkshochschule Innsbruck außerdem Kurse und Vorträge zu Frauenthemen, die damit auch eine breitere Öffentlichkeit bekamen.
Bereits im November 1979 fand durch Anregung des AEP die Gründung der Initiativgruppe „zur Errichtung einer Zufluchtstätte für misshandelte Frauen und Kinder“ statt. Im Oktober 1980 fand die Gründungsversammlung des Vereins „Tiroler Initiative Frauenhaus“ statt. Das erste Frauenhaus sollte sich an feministischen Prinzipien ausrichten: Autonomie, Selbstorganisation, Hierarchiefreiheit, Ganzheitlichkeit, Parteilichkeit und Betroffenheit sind die Grundlagen der Arbeit des Frauenhauses.

## Ziele und Aufgaben
Zu den Zielen des AEP gehört das Erkennen von geschlechtsspezifischen Rollenbildern und diskriminierenden Mechanismen. Außerdem setzen sich die Frauen mit sozial- und gesellschaftspolitischen Fragen auseinander. Sie wollen praktische Beispiele durchführen, die geeignet scheinen, die Lebenssituation und die Selbstwahrnehmung von Frauen konkret zu verbessern.
Durchgesetzt werden soll dies durch politische und öffentliche Aktionen. Der AEP bietet kostenlose Beratung für alle Frauen durch die Familienberatungsstelle, Elternseminare, Referate zu wichtigen zeitgemäßen Problemen, Selbsterfahrungsgruppen, kostenlose Beratung für alle Frauen durch die Familienberatungsstelle, Gruppen für Wiedereinsteigerinnen in den Beruf. Der AEP setzt sich für die Förderung von Kassenambulatorien ein, die gynäkologische Routineuntersuchungen, Betreuung während der Schwangerschaft, Durchführung von Gesundenuntersuchungen, Beratungen hinsichtlich Empfängnisverhütung und Durchführung von Schwangerschaftsabbrüchen bieten.

## Der AEP heute
Die Räumlichkeiten des AEP befinden sich derzeit in der Schöpfstraße 19 in Innsbruck. Der AEP ist auch heute noch in verschiedenen Bereichen tätig:

### Familienberatungsstelle
In der Familienberatungsstelle bieten Sozialarbeiterinnen, Psychologinnen, eine Rechtsberaterin und eine Ärztin Hilfestellung in sozialen und rechtlichen Fragen, in Fragen der Empfängnisverhütung und Schwangerschaftskonflikten, sowie bei Partnerschaftskonflikten und Sexualproblemen.
Die Beratungsstelle ist an drei Tagen pro Woche geöffnet, zweimal nachmittags bzw. abends, einmal vormittags und versucht so den Bedürfnissen der Klienten möglichst gerecht zu werden. Die Beratungsgespräche erfolgen anonym und kostenlos.

### AEP – Frauenbibliothek
Im Jahr 1979 gegründet, ist die Frauenbibliothek seit einigen Jahren nunmehr nach den Kriterien des Österreichischen Büchereiverbandes als öffentliche Bibliothek anerkannt. Der Bücherbestand beträgt ungefähr 6000 Exemplare, wobei auch eine große Auswahl an spezifischen Zeitschriften, Broschüren und Ähnliches archiviert wird. Circa drei- bis vierhundert Neuerwerbungen kann die Frauenbibliothek jährlich tätigen.
Die Bibliothek ist neben dem Ort der Ausleihe von Büchern auch der informelle Treffpunkt von Frauen. Abgesichert ist die Arbeit der Frauenbibliothek durch eine Reihe von Subventionen. Durch diese Gelder kann jedes Jahr ein Kontingent an neuen Büchern angeschafft werden, die Mitarbeit, die Bibliotheksbetreuung kann (geringfügig) entgolten werden.

### iBUS - Innsbrucker Beratung und Unterstützung für Sexarbeiter*innen
iBUS ist eine seit 2013 bestehende Einrichtung des AEPs (Arbeitskreis Emanzipation und Partnerschaft) zur Beratung, Unterstützung und Begleitung von Sexarbeiter*innen. iBUS bietet Personen, die in den sexuellen Dienstleistungen arbeiten oder gearbeitet haben, kostenlose, vertrauliche und anonyme Beratungen bei sozialen, rechtlichen sowie gesundheitlichen Belangen an und orientiert sich dabei an deren individuellen Bedürfnissen. Ziel ist es, Sexarbeiter*innen in Tirol und Vorarlberg in ihrer Lebensführung zu begleiten, sie zu stärken und sie dabei zu unterstützen, unter gegebenen schwierigen Bedingungen ihre Arbeit möglichst selbstbestimmt ausüben zu können (gesundheitlich – rechtlich – privat). Im Mittelpunkt stehen dabei die Förderung, Unterstützung und Ermöglichung der Autonomie, der Selbsthilfe und des Empowerment der Sexarbeiter*innen anhand von einem niederschwelligen, akzeptierenden Zugang zur Zielgruppe durch aufsuchende Sozialarbeit sowie ein differenziertes Beratungs- und Unterstützungsangebot.

### AEP – Informationen
Die Zeitschrift, genauso alt wie der Verein und nur von ehrenamtlichen Mitgliedern gestaltet, ist heute nicht mehr nur Vereinsinformation, sondern versteht sich als feministische Zeitschrift für Frauenfragen in Politik und Gesellschaft. Die Hefte erscheinen vierteljährlich und konzentrieren sich jeweils auf einen Themenschwerpunkt. Außerhalb des Schwerpunktes werden weitere Beiträge zu diversen aktuellen Thematiken veröffentlicht, die im weitesten Sinn die Geschlechterverhältnisse betreffen.

### Öffentlichkeitsarbeit
Die Öffentlichkeitsarbeit war und ist eine für den AEP wichtige, selbstgewählte Aufgabe. Zu allen aktuellen Themen werden Politiker und Medien angeschrieben und zu expliziten Äußerungen angehalten. Forderungen, die die Situation der Frauen verbessern könnten, werden formuliert und so weit wie möglich an die Öffentlichkeit gebracht. Der AEP organisiert außerdem Podiumsdiskussionen, etwa im Jahr 1996, kurz vor Beginn des Frauenvolksbegehrens um die Frage „Brauchen wir eine Frauenpartei“ und im Jahr 1997 um die Frage „Brauchen wir ein Schwangerenambulatorium“. Im April 2011 organisierte der AEP zusammen mit zahlreichen weiteren Organisationen die zweitägige Veranstaltung „Demokratie-Kongress in Tirol: Demokratie am Tableau“. Anlass war die Streichung bzw. Kürzung von Subventionen des Landes Tirol für mehrere feministische Einrichtungen im Jahr 2009 und 2010. Ziel des Kongresses war die Sensibilisierung und Initiierung einer öffentlichen Auseinandersetzung mit der Förderpolitik sowie Austausch und Vertiefung von Wissen über demokratiepolitische Verhältnisse.
Darüber hinaus ist die Vernetzungsarbeit mit anderen wichtigen und ähnlich gesinnten Frauengruppen immer ein besonderes Anliegen.